# Gendarmería Nacional de Níger
La Gendarmería Nacional Nigerina está comandada por el comandante en jefe de la Gendarmería Nacional. A diferencia de la Policía Nacional nigerina y la Guardia Nacional de Níger, la Gendarmería Nacional nigerina, está bajo el control del Ministerio de Defensa de Níger y se divide en brigadas territoriales y brigadas móviles.

## Introducción
Es una fuerza paramilitar que además de la defensa territorial y el mantenimiento del orden público, imparte justicia militar, ofrece protección y vigilancia a otros cuerpos de las fuerzas armadas y participa en las actividades policiales judiciales, se considera una fuerza de élite debido a sus estrictos criterios de reclutamiento militar entre los miembros de las Fuerzas Armadas Nigerinas.

## Actividades
Debido al creciente tráfico transfronterizo de armas y drogas, sus actividades han aumentado en las zonas fronterizas. La Gendarmería Nacional nigerina, a diferencia del Ejército o la Guardia Nacional nigerina, nunca ha estado directamente involucrada en un intento de tomar o controlar el poder por la fuerza. La Gendarmería Nacional (en francés: Gendarmería Nacional Nigérienne) es la gendarmería nacional de Níger. La Gendarmería Nacional depende de las Fuerzas Armadas de Níger y depende del Ministerio de Defensa. Son responsables de la aplicación de la ley en las zonas rurales. La policía civil de Níger, la Policía Nacional, es una agencia dependiente del Ministerio del Interior, Seguridad Pública y Descentralización, y es responsable de la vigilancia policial en las zonas urbanas. La Gendarmería Nacional cuenta con unos 3.700 miembros. La Gendarmería Nacional nigerina, sigue el modelo de la Gendarmería Nacional de Francia, su antigua potencia colonial. La Gendarmería nigerina, es un cuerpo paramilitar uniformado y entrenado al estilo militar.

## Escuela y formación
Desde 2008, la formación de la Gendarmería Nacional se lleva a cabo en la Escuela Nacional de Gendarmería, en Koira Tagui, en Niamey. Anteriormente, el entrenamiento se llevaba a cabo en el campamento militar Tondibia, una base militar ubicada en Niamey y el principal centro de entrenamiento del ejército nigerino. La primera promoción de la escuela incluyó a 1.000 gendarmes, de los cuales 70 eran mujeres.

## Estructura y organización

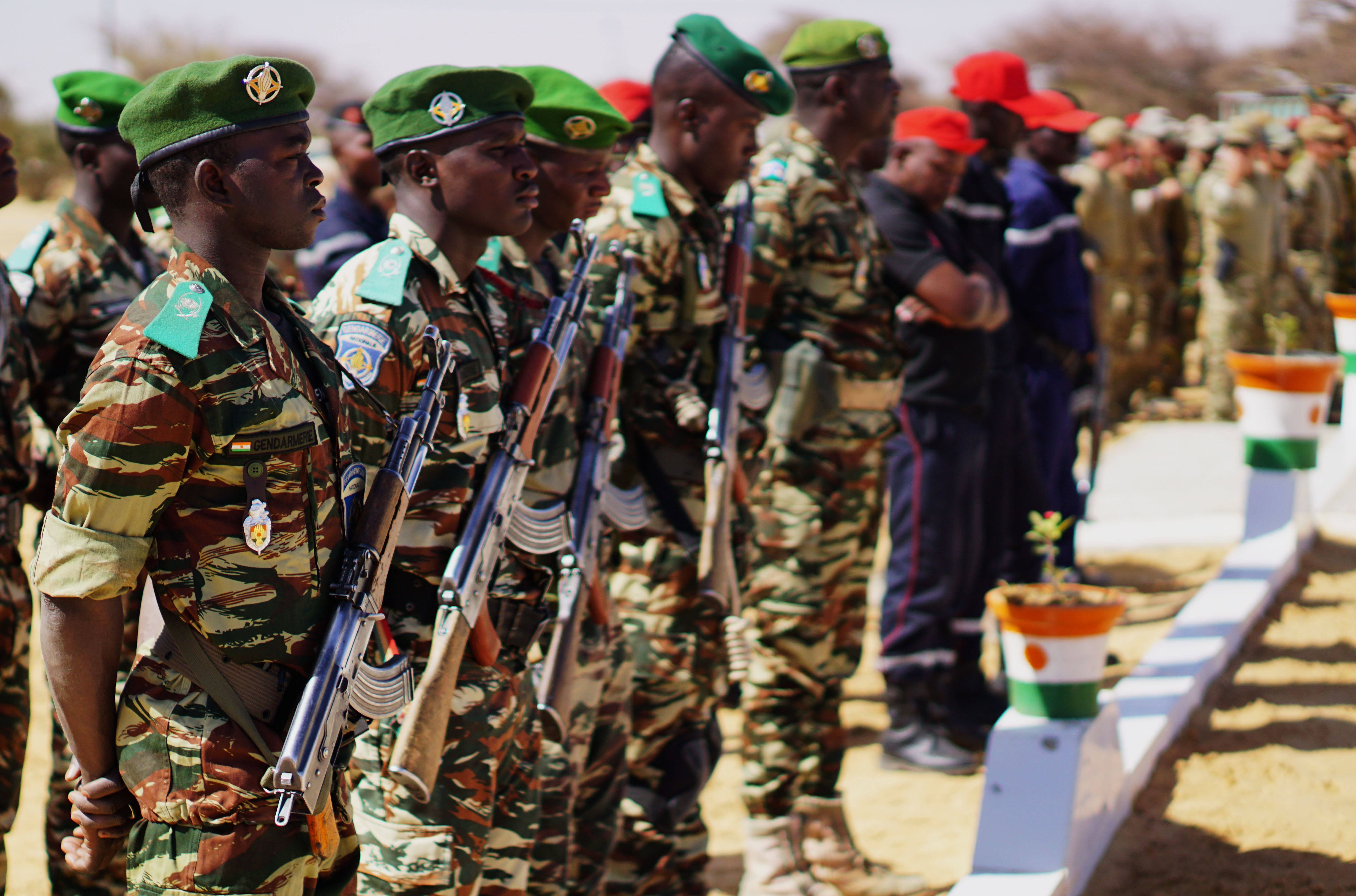
Gendarmes nigerinos en Diffa, febrero de 2017.

La Gendarmería Nacional tiene su sede en Niamey y cuatro agrupaciones regionales con sede en Niamey, Agadez, Maradi y Zinder.
Una unidad de policía de carreteras conocida como Brigada Routière también forma parte de la Gendarmería Nacional, encargada de brindar seguridad a las carreteras del país. La unidad opera principalmente puestos de control en las carreteras.

## Historia
Tras la creación de la República de Níger y anticipándose a su independencia, la Gendarmería Nacional comenzó a transferir el liderazgo a oficiales nigerinos. En agosto de 1962, el teniente Badie Garba reemplazó al capitán Maurice Dapremont, el comandante supremo de la Gendarmería Nacional, convirtiéndose en el primer jefe nigeriano de la Gendarmería. Cuando la Policía Nacional pasó al Ministerio del Interior en 2003, el departamento quedó bajo su jurisdicción, mientras que la Gendarmería permaneció bajo el Ministerio de Defensa de Níger.

## Sistema de rangos

### Generales
| Grado militar       | Rango OTAN |
| ------------------- | ---------- |
| General de ejército | OF-9       |
| Teniente general    | OF-8       |
| General de división | OF-7       |
| General de brigada  | OF-6       |

### Jefes
| Grado militar    | Rango OTAN |
| ---------------- | ---------- |
| Coronel          | OF-5       |
| Teniente coronel | OF-4       |
| Comandante       | OF-3       |

### Oficiales
| Grado militar | Rango OTAN |
| ------------- | ---------- |
| Capitán       | OF-2       |
| Teniente      | OF-1       |
| Alférez       | OF-1       |

### Cadetes
| Grado militar       | Rango OTAN |
| ------------------- | ---------- |
| Aspirante a oficial | OF-D       |
| Cadete              | OF-D       |

### Suboficiales
| Grado militar    | Rango OTAN |
| ---------------- | ---------- |
| Suboficial mayor | OR-9       |
| Subteniente      | OR-8       |
| Sargento primero | OR-7       |
| Sargento         | OR-6       |
| Cabo primero     | OR-5       |
| Cabo             | OR-4       |

### Agentes
| Grado militar | Rango OTAN |
| ------------- | ---------- |
| Agente        | OR-3       |
| Auxiliar      | OR-2       |
| Aspirante     | OR-1       |

## Unidades especializadas
La Gendarmería Nacional incluye unidades de patrulla policial y de seguridad institucional, así como unidades especializadas, incluida una unidad de motocicletas en Niamey, para el control del tráfico y tareas de escolta VIP, una sección de telecomunicaciones y una unidad fluvial.

## Unidad fluvial
A raíz de la insurgencia del grupo yihadista Boko Haram en Nigeria y la rebelión tuareg de 2007-2009 en Malí, Níger ha tomado medidas para garantizar un patrullaje adecuado del Río Níger. El objetivo de esta brigada es garantizar la seguridad de las personas y los recursos en el río y prevenir cualquier tipo de tráfico que pueda contribuir a activar los conflictos regionales. La brigada fluvial de la Gendarmería Nacional fue creada en 2008 y está equipada con tres lanchas patrulleras adquiridas en Francia. La función de esta unidad es realizar patrullas fluviales en Niamey, Tillabéri y Gaya. Esta brigada trabaja en estrecha colaboración con los servicios aduaneros para abordar el transporte fluvial en el río Níger. Se llevan a cabo capacitaciones e intercambios con socios regionales como Malí y Senegal, así como con Francia, la cual ha proporcionado apoyo logístico con lanchas patrulleras.